# Onthophagus pygidialis
Onthophagus pygidialis är en skalbaggsart som beskrevs av Lansberge 1883. Onthophagus pygidialis ingår i släktet Onthophagus och familjen bladhorningar. Inga underarter finns listade i Catalogue of Life.